# Anomala margina
Anomala margina är en skalbaggsart som beskrevs av Lin 1999. Anomala margina ingår i släktet Anomala och familjen Rutelidae. Inga underarter finns listade i Catalogue of Life.